# غوين هاردي
غوين هاردي (بالإنجليزية: Gwen Hardie)‏ هي رسامة بريطانية، ولدت في 1962.

## وصلات خارجية
- الموقع الرسمي